# Mésentère
Pour les articles homonymes, voir Veine mésentérique et Artère mésentérique.
Cet article possède un paronyme, voir Tuber mesentericum.
Chez les mammifères, le mésentère est un repli du péritoine reliant les anses de l'intestin grêle (le jéjunum et l'iléon) à la paroi postérieure de l'abdomen.
En gastronomie, le mésentère de jeune bovin est un abat apprécié sous le nom de « fraise de veau » (le terme fraise ne convient pas pour l'intestin du porc). Il peut, notamment, être utilisé pour la fabrication d'andouillettes.

## Zoologie
Le mésentère désigne toute zone de jonction entre deux cavités, l'une droite et l'autre gauche. Cette zone de jonction est en fait un mésenchyme bordé de deux assises épithéliales. 
Lorsque la zone de jonction se situe entre deux cavités, l'une antérieure et l'autre postérieure, on parle de dissépiment.

## Anatomie humaine
Le mésentère se présente sous la forme d'un éventail et contient 15 à 16 larges replis. On lui attribue 2 faces : antérieure (ou droite) et postérieure (ou gauche).
L'artère mésentérique supérieure se trouve dans le mésentère pour aller vasculariser l'intestin grêle ainsi que la partie droite du côlon (tandis que la partie gauche du côlon est irriguée par les vaisseaux mésentériques inférieurs). 
Dans le mésentère, les artères se bifurquent et s'anastomosent pour former 3 séries d'arcades dont la dernière émet les artères droites qui vascularisent les anses grêles. Les veines, elles, sont tributaires de la veine mésentérique supérieure et suivent la même configuration que les artères. On dit qu'elles sont satellites des artères.
La racine du mésentère suit un trajet oblique en bas et à droite. Elle commence au niveau de l'angle de Treitz, qui est l'angle de jonction entre le duodénum et le jéjunum et se termine au niveau de la valvule iléocécale.
Il contient de la graisse, les vaisseaux mésentériques supérieurs, les vaisseaux intestinaux, des vaisseaux lymphatiques et des nerfs.
Le mésentère est en rapport :
- en arrière avec le colon descendant, les reins et les uretères, le bloc duodéno-pancréas et les gros vaisseaux ;
- en avant avec le grand épiploon et la paroi abdominale antérieure ;
- en haut avec le colon transverse et son méso ;
- en bas avec les organes pelviens (vessie, utérus chez la femme, rectum) ;
- à droite avec le colon ascendant et le cæcum ;
- à gauche avec le paroi latérale de l'abdomen.

Diverses pathologies peuvent se rencontrer dont l'infarctus mésentérique est l'une des plus graves.

## Pathologies du mésentère
Kyste pur :
- lymphangiome kystique (uniloculaire ou multiloculaire) ;
- mésothéliome kystique (multiloculaire) ;
- pseudokyste pancréatique (multiloculaire).

Kyste avec d'autres composantes :
- kyste hydatique : échinococcose (calcification) ;
- tératome (calcification, graisse) ;
- mucocèle (calcification) ;
- carcinose (en) kystique (composante tissulaire) ;
- GIST ou autre tumeur nécrotique.

la panniculite mésentérique correspond à l'infilammation du mésentère, avec multiples ganglions de la racine du mésentère. Elle est souvent encapsulée.

## Gastronomie, mésentère et fraise de veau

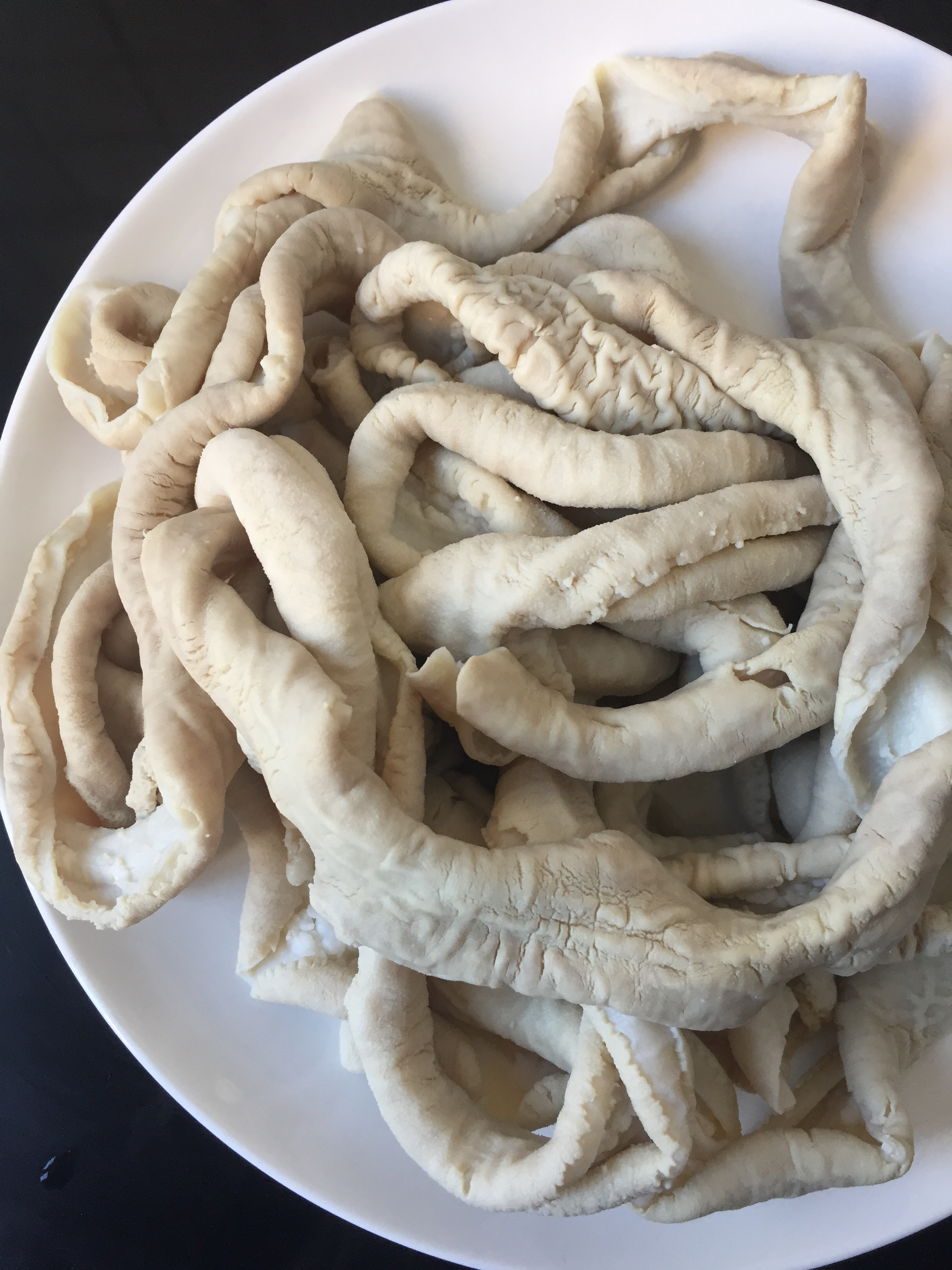
Fraise de veau bouillie

Dans le domaine de la charcuterie et de la cuisine, le mésentère de jeune bovin est un abat appelé « fraise de veau ». Ce terme n'est pas employé pour le même organe chez le porc. Il y a cependant ambiguïté. En 1690, le Dictionnaire universel de Furetière précisait « Fraise de veau est le mésentère. C'est une membrane grasse qui soutient les boyaux, autour de laquelle ils sont entortillés ». Les éditions des années 1820 du Nouveau vocabulaire français des De Wailly reprenaient cette définition : « Mésentère, membrane placée en forme de fraise, le long des intestins ; on l'appelle fraise dans le veau ». Il en va autrement avec le Code des usages de la charcuterie, qui fait référence pour la profession et la DGCCRF (édition 2016) : « On entend par « fraise de veau » l'ensemble de l'intestin grêle et du gros intestin, avec ou sans ratis » (ratis dérive de ratisser : la graisse détachée du boyau).